# Kerrera

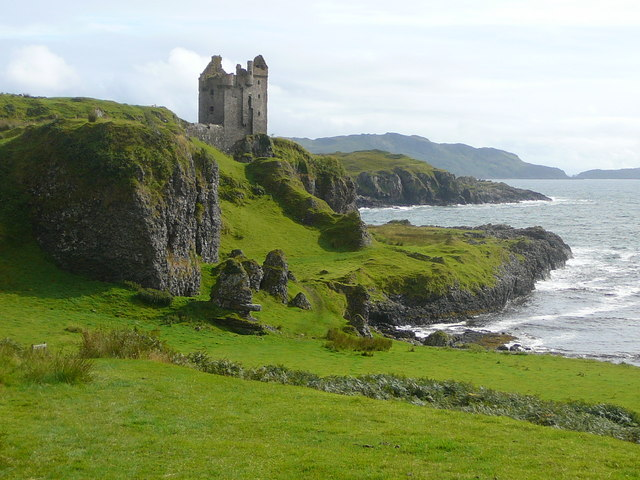
Vista hacia el Castillo de Gylen, Kerrera.

Kerrera es una isla localizada en el archipiélago de las Hébridas Interiores, en Escocia. La isla se encuentra ubicada cerca de la ciudad de Oban. La ciudad alberga una población de 35 personas (2005). Kerrera se encuentra coenctada con Mainland mediante ferry.
La isla es conocida por las ruinas del castillo de Gylen, construido en 1582. Kerrera es también el lugar donde Alejandro II de Escocia murió en 1249. El punto más alto de Kerrera es Carn Breugach, que se eleva a 189 metros sobre el nivel del mar.
Las industrias principales de la isla son la agricultura y el turismo.
- Datos: Q501198
- Multimedia: Kerrera / Q501198